# Státní znak Socialistické federativní republiky Jugoslávie

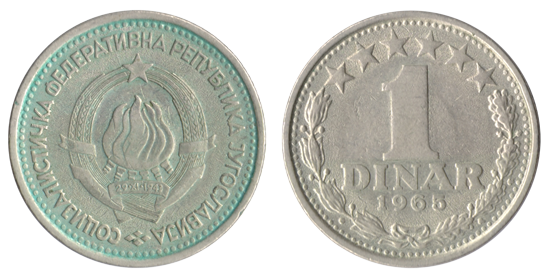
Státní znak SFRJ na minci

Státním znakem bývalé Socialistické federativní republiky Jugoslávie používaným od roku 1963 bylo šest hořících pochodní obklopených věncem z pšeničných klasů pod rudou pěticípou hvězdou. Obilné klasy byly ovázány modrou stuhou s bíle napsaným datem 29-XI-1943.
Oheň představoval bratrství a jednotu šesti republik Jugoslávie – Bosny a Hercegoviny, Černé Hory, Chorvatska, Makedonie, Slovinska a Srbska. Datum připomíná den, kdy se Antifašistická rada národního osvobození Jugoslávie (AVNOJ) na svém druhém zasedání usnesla na obnovení Jugoslávie na federálním základě (29. listopad byl v dobách Jugoslávie oslavován jako Den republiky).
Původní znak užívaný v letech 1943 - 1963 měl pouze pět pochodní, které představovaly pět národů Jugoslávie – Srby, Chorvaty, Slovince, Makedonce a Černohorce. Znak byl již od svého přijetí kritizován za absenci pochodně, jež by reprezentovala bosenské muslimy, a proto při státoprávních změnách v roce 1963 došlo k přidání další pochodně a změně interpretace znaku: šest pochodní reprezentovalo šest republik SFRJ.
Autory znaku jsou Đorđe Andrejević Kun a Antun Augustinčić.

## Znaky jugoslávských republik
- SR - Socialistická republika

SR Bosna a Hercegovina
SR Černá Hora
SR Chorvatsko
SR Makedonie
SR Slovinsko
SR Srbsko